# Alpaida dominica
Alpaida dominica este o specie de păianjeni din genul Alpaida, familia Araneidae, descrisă de Levi, 1988. Conform Catalogue of Life specia Alpaida dominica nu are subspecii cunoscute.